# US Témara
US Témara, ook wel bekend als Union Sportive Témara, is een Marokkaanse voetbalclub, gevestigd in de Marokkaanse stad Témara. De in 1969 opgerichte club speelt zijn thuiswedstrijden in Stade Yacoub El Mansour. De traditionele uitrusting van US Témara bestaat uit een blauw en wit tenue. In 2017 degradeerde de club uit de GNF2.